# Illinois
Illinois [ílinoj] je 21. zvezna država ZDA, ki ima danes okoli 13 milijonov prebivalcev, ki živijo na površini skoraj natanko 150.000 kv.km. Ima peti največji BDP in šesto najštevilčnejše prebivalstvo med ameriškimi državami. Ime je dobila po indijanskem plemenu Illiniwek. Njeno glavno mesto je Springfield, ki leži v sredini državnega ozemlja, največje pa je Chicago, ki je obenem tretje največje mesto v ZDA, leži pa ob jugozahodni obali Michiganskega jezera, v severovzhodnem delu države, kjer ima ta na kratkem odseku izhod nanj. Poleg tega Michigan meji na države Indiana na vzhodu, na zahodu je meja reka Misisipi, na jugu sta to reki Wabash and Ohio, kjer na jugovzhodu meji na Kentucky, na jugozahodu na Misuri, na severozahodu na Iowo in na severu na državo Wisconsin, medtem ko ima na istoimenskem jezeru tudi kratko vodno mejo z državo Michigan. 